# Rapti
Rapti je řeka v Nepálu a v Indii. Je to levý přítok Ghaghry (povodí Gangy) Je 600 km dlouhá. Povodí má rozlohu 30 000 km².

## Průběh toku
Pramení na severních výběžcích hor Sivalik. Teče v úzké soutěsce a na dolním toku přes Indoganžskou rovinu.

## Vodní stav
Nejvyšší průtok vody je v létě.

## Využití
Voda z řeky se využívá na zavlažování. Vodní doprava je možná pod městem Górakhpur (Indie).